# Xiaomi Mi 9 SE
Xiaomi Mi 9 SE (SE — англ. Special Edition — специальное издание) — смартфон компании Xiaomi, анонсированный в феврале 2019 года, представляет собой облегченную версию флагмана Xiaomi Mi 9.

## Технические характеристики
- Материалы корпуса: стекло (Corning Gorilla Glass 5), алюминий
- Операционная система: Google Android 9, фирменная оболочка MIUI 10.2.5.0 Global
- SIM: две nano-SIM
- Экран: диагональ 5,97", разрешение 2340 х 1080 точки, ppi 560
- Процессор: восьмиядерный Qualcomm Snapdragon 712
- Графика: Adreno 616
- Оперативная память: 6 ГБ
- Память для хранения данных: 64/128 ГБ
- Разъёмы: USB Type-C
- Основная камера: три модуля 48 Мп (основной модуль) + 8 Мп (оптическое увеличение 2Х) + 13 Мп (ультраширокий угол 123°)
- Фронтальная камера: 20 Мп, f/2.0
- Сети: 2G/3G/4G
- Интерфейсы: Wi-Fi a/b/g/n/ac, Bluetooth 5.0
- Навигация: GPS, ГЛОНАСС, Galileo, BeiDou
- Дополнительно: ультразвуковой сканер отпечатков пальцев, NFC, ИК
- Батарея: 3070 мАч (до 10 часов в режиме игры[2])
- Габариты: 147.5 x 70.5 x 7.5 мм
- Вес: 155 г

## Программное обеспечение
Mi 9 SE выпущен на Android 9 с фирменной оболочкой MIUI 
В конце июня 2019 года при обновлении прошивки до версии MIUI 10.3.1.0 пользователи столкнулись с критической ошибкой. После загрузки обновления на экране смартфона появлялась надпись «система уничтожена, нажмите кнопку питания, чтобы выключить». Откат к прошлой версии прошивки устранял ошибку.
Смартфон имеет разблокировку по отпечатку пальца(ультразвуковой сканер), так же есть распознавание лица ,которое работает намного быстрее ,но менее безопасно.

## Продажи
Mi 9 SE вначале продавался только в Китае. 15 марта 2019 года компания Xiaomi заявила о приостановке продаже всей серии Mi 9. По заявлению компании, приостановка была связана с тем, что кончились устройства на складах компании, так как из-за повышенного спроса все было раскуплено.
1 марта 2019 года открылись продажи смартфона в Японии, 17 апреля 2019 года в Европе. В России Mi 9 SE был представлен 16 мая 2019 года, продажи начались 23 мая 2019 года. Цена на комплектацию 6/64 ГБ составляла 24 990 рубля, 6/128 ГБ – 27 990 рубля. 10 июля 2019 года компания понизила стоимость Mi 9 SE до 17600 рубля за 6/64 ГБ и 18400 рубля за 6/128. Mi 9 SE выпускался в двух цветах: "Концертный черный" и "Океанский синий".